# Summit Records
Summit Records is een Amerikaans platenlabel, dat onder meer jazz, klassieke muziek, eigentijdse klassieke muziek, wereldmuziek en folk uitbrengt. Het werd in 1988 opgericht door David Hickman en Ralph Sauer van het gezelschap Summit Brass. Het label is gevestigd in Tempe (Arizona).
Het label heeft verschillende sublabels, zoals SummitJazz (voor jazz) en SummitKids (producten voor kinderen). Het geeft ook dvd's en boeken uit. In 2006 werd het de distributeur van het jazzlabel MAMA Records.
Musici en groepen die op het label uitkwamen, zijn onder meer: 
Jazz: Dave Liebman, Randy Brecker, Bob Florence, Stan Kenton Alumni Band, Count Basie Orchestra, Gerald Wilson, zijn zoon Anthony Wilson, Bobby Shew, Ted Kooshian, Mike Vax, Ken Watters, Dixieland Ramblers, Tim Eyermann en Vaughn Nark.
Klassieke muziek: American Brass Quintet, Mark Hetzler, Carolina Brass, Michele Zukovsky, David Hickman, Joseph Alessi, Eastman Wind Ensemble, Extension Ensemble en London Symphony Orchestra.